# Western Area Township
Als Western Area Township oder Western Areas wurden im 20. Jahrhundert Stadtteile am damals äußersten westlichen Stadtrand von Johannesburg innerhalb und jenseits des Stadtgebiets bezeichnet, die überwiegend als Wohngebiete nichteuropäischstämmiger Stadtbevölkerung dienten. Die Besonderheit bestand hierbei in der Tatsache, dass viele Bewohner über Landeigentum verfügten, vorwiegend in Form der von ihnen selbst genutzten kleinen Grundstücke.

## Beschreibung
Die als Western Areas bezeichneten Gebiete umfassten hauptsächlich die Ansiedlungen Sophiatown, Martindale und Newclare, die ursprünglich vom Stadtgebiet abgetrennt waren und später eingemeindet wurden. Nach dem Vorbericht der Volkszählung von 1946 lebten hier offiziell 52.879 Personen. Zusätzlich gab es hier eine zu Johannesburg gehörende Siedlung mit dem Namen Western Native mit 13.221 Einwohnern. Die räumliche Abgrenzung für die Anwendung des Begriffs Western Areas blieb unscharf; es wurde auch der ehemalige und zentrumsnahe Stadtteil Pageview (nahe Vrededorp) dazu gezählt, weil damit eine Unterscheidung zwischen Wohngebieten weißer und anderer Bewohner zum Ausdruck kam.
Den Stadtteil Sophiatown flankierten an seinen westlichen und östlichen Randbereichen ursprünglich unbebaute Abstandsstreifen, auf denen sich später Colouredbevölkerung angesiedelt hatte. Diese Bevölkerungsgruppe lebte ebenso im benachbarten Coronationville.
Die Lebensverhältnisse in Newclare waren besonders schlecht, die Behausungen bestanden aus Wellblechbauten, die ungeordnet aneinander errichtet worden waren. Newclare war als Wohngebiet für Coloureds vorbestimmt. Um 1956 lebten hier jedoch 1500 Inder und Chinesen, 1000 Coloureds, 100 Malaien und 14.000 Schwarze.

## Geschichte
Diese Stadtteile litten an Überbevölkerung mit vielschichtigen sozialen und gesundheitlichen Begleiterscheinungen. Der städtebauliche Zustand war extrem schlecht, bestehend aus abgewohnten Kleinwohnhäusern und Barackenansammlungen. Angesichts dieser Verhältnisse wurde auf Veranlassung öffentlicher Stellen 1951 eine Kommission aus Vertretern der Regierung, der Provinzverwaltung (Transvaal) und dem Johannesburger Stadtrat einberufen, um die Situation eingehend zu untersuchen. Daraus entwickelte sich der Vorschlag, den überwiegenden Teil der Bewohner in neu zu errichtende Townshipeinheiten von Meadowlands und Diepkloof (beide heute zu Soweto gehörend) umzusiedeln, die an bestehende ähnliche Siedlungen im Südwesten der Stadt angrenzen würden. Johannesburg plädierte für eine Entschädigung der bisherigen Landeigentümer, die Regierungsvertreter blieben jedoch unnachgiebig und wollten nur eine Verpachtung für einen Zeitraum von 30 Jahren gewähren. Diese unterschiedlichen Positionen ließen schließlich die Verhandlungen scheitern und Johannesburg zog sich aus dem weiteren Fortgang zurück. In der Öffentlichkeit entwickelten sich daraufhin Proteste, die die Beseitigung der Slumverhältnisse forderten und gegen die drohende Massenumsiedlung Position bezogen.
Im November 1953 unternahm der Johannesburger Stadtrat einen Vorstoß beim zuständigen Minister (Department of Native Affairs) zur Konfliktminderung vor der geplanten Umsiedlung von etwa 57.000 Personen, wobei von diesem eine Untersuchung der Eigentümerstruktur in den Western Areas gefordert wurde. Die Stadt sah in den Umsiedlungsplänen (Western Areas Removal Scheme) das letzte zu ergreifende Mittel und befürwortete Maßnahmen mit wesentlich geringeren Eingriffswirkungen in die gewachsene Bewohnerstruktur. Im Falle einer unvermeidlichen Umsiedlungsaktion seien alle Landeigentümer adäquat zu entschädigen und in den neuen Wohngebieten mindestens gleichwertige Einrichtungen für die medizinischen, schulischen und religiösen Ansprüche sowie Erholungsbedürfnisse der Bewohner und praktikable Nahverkehrseinrichtungen einzurichten. Die Regierung befand solche Konditionen als inakzeptabel. Dagegen erhoben sich erneut öffentliche Proteste, die sich zunehmend lautstark artikulierten. Es kam zu einer organisierten Bewegung (African Anti-Expropriation and Proper Housing Movement) und öffentlichen Absichtserklärungen von Grundstückseigentümern, ihr Land nicht veräußern zu wollen. An die südafrikanische Nationalversammlung wurden Petitionen gerichtet und in ganz Johannesburg bildeten sich Unterstützungskomitees, die Protestnoten an ihre City Councillors übergaben. Der Johannesburger Stadtrat wandte sich schließlich an das Parlament, um auf diesem Wege den Minister zu bewegen, der Stadt die Umsiedlungsmaßnahmen nach ihren bislang favorisierten Bedingungen in kommunaler Selbstverantwortung zu übertragen. Keine dieser Bemühungen konnte die Regierung umstimmen.
Aufgrund des Rückzugs der Stadt entstand eine schwierige rechtliche Lage. Das veranlasste die Regierung zum Erlass des Natives’ Resettlement Act (Act No. 19 / 1954, deutsch etwa: „Eingeborenenumsiedlungsgesetz“). Das Gesetz legalisierte die geplanten gewaltsamen Umsiedlungen und sah die Errichtung eines Umsiedlungsrats (Natives Resettlement Board) vor, der die Maßnahmen koordinieren und der Regierung darüber Rechenschaft ablegen solle. Für die Landeigentümer bedeutete das Vorgehen eine entschädigungslose Enteignung.
Im Verlauf des Jahres 1956 wurden größere Teile der Western Areas zu Gebieten für Weiße (White group areas) und ein geringerer Teil zu controlled areas erklärt, womit eine Zuzugskontrolle für diese Gebiete durch Regierungsstellen verbunden war. Diese Maßnahmen zählen zu den markanten Entwicklungen der Apartheidpolitik unter der Regierung von Daniel François Malan und seines Nachfolgers Johannes Gerhardus Strijdom.